# Pseudomelanopa
Genre
Pseudomelanopa est un genre d'opilions eupnois de la famille des Sclerosomatidae.

## Distribution
Les espèces de ce genre se rencontrent à Taïwan et en Chine.

## Liste des espèces
Selon World Catalogue of Opiliones (15/05/2021) :
- Pseudomelanopa liupan Zhang & Zhu, 2009
- Pseudomelanopa taiwana Suzuki, 1974

## Publication originale
- Suzuki, 1974 : « A revision of some harvestmen from Taiwan, with descriptions of two new species (Arachnida, Opiliones, Leiobunidae). » Journal of Science of the Hiroshima University, sér. B, Division 1 (Zoology), vol. 25, no 1, p. 137–145.